# Zangon Kataf
Zangon Kataf è una delle ventitré aree a governo locale (local government areas) in cui è suddiviso lo stato di Kaduna, in Nigeria. Estesa su una superficie di 2.668 chilometri quadrati, conta una popolazione di 316.370 abitanti.